# Refinería de Santa Cruz de Tenerife
Die Refinería de Santa Cruz de Tenerife  ist eine spanische Raffinerie in Santa Cruz de Tenerife (Kanarische Inseln).

## Geschichte
Sie nahm im Jahr 1930 als erste spanische Raffinerie den Betrieb auf.
Die Produktionsanlagen sind seit 2014 außer Betrieb, jedoch noch nicht offiziell stillgelegt.
Die Industriefläche soll unter dem Projektnamen Green Santa Cruz 2030 Project zu einem  öffentlichen Bereich umgewandelt werden.

## Technische Daten

### Verarbeitungsanlagen
- Atmosphärische Destillation
- Visbreaker
- Reformer